# Santa María, Veracruz
Santa María är en ort i Mexiko.   Den ligger i kommunen Sochiapa och delstaten Veracruz, i den sydöstra delen av landet, 230 km öster om huvudstaden Mexico City. Santa María ligger 1 295 meter över havet och antalet invånare är 102.
Terrängen runt Santa María är kuperad. Runt Santa María är det ganska tätbefolkat, med 248 invånare per kvadratkilometer. Närmaste större samhälle är Huatusco de Chicuellar, 6,2 km sydväst om Santa María. I omgivningarna runt Santa María växer i huvudsak städsegrön lövskog.